# Gilliard (chanteur)
Pour les articles homonymes, voir Gilliard.
Gilliard Cordeiro Marinho (né le 17 décembre 1953 à Natal, Rio Grande do Norte) est un chanteur et compositeur brésilien, reconnu dans des pays d'Afrique et d'Europe. Il commence sa carrière artistique dans les années 1970, en abordant toujours des thèmes romantiques qui parlent de sentiments.

## Biographie
Issu d'une famille modeste, sa mère et toutes ses tantes enseignantes ont travaillé dur pour que Gilliard et ses trois frères et sœurs, deux hommes et une femme, reçoivent une bonne éducation. Obligé de travailler très tôt, Gilliard débute dans un magasin d'horlogerie, travaillant le matin, étudiant l'après-midi et chantant le soir. À cette époque, il chante déjà dans les festivals et tout commence lorsque, à l'âge de 8 ans, il remporte son premier concours en tant que « plus belle voix de Potiguar ». Au fil du temps, elle continue à chanter, à travailler et à étudier.
Dans ses premières chansons, les influences de Luiz Gonzaga, Vicente Celestino, Luiz Vieira, Dolores Duran et Lupicínio Rodrigues sont évidentes, de même que celles des vedettes de la Jovem Guarda, qui étaient à l'époque des favoris populaires. La situation de sa famille étant très difficile et douloureuse, comme toute famille modeste de la classe sociale, Gilliard part pour Rio de Janeiro à l'âge de 13 ans et part à la recherche de son rêve, afin de pouvoir également aider sa famille. Une fois la campagne terminée, Gilliard se ressaisit et décide de reprendre sa carrière et de poursuivre son rêve. Il prépare un répertoire avec ses propres chansons et partenaires et part pour un autre État, São Paulo. Là, il réussit à montrer son travail au label RGE, qui croit en son talent et sort son premier disque dans tout le pays à la fin de 1979, avec le grand succès Aquela Nuvem, composé en 1977 lors d'un voyage sur le ferry Rio-Niterói.
Sa carrière ne cesse alors de croître et, à partir de ce moment-là, il figure dans tous les classements, maintenant chaque année des ventes qui lui garantissent à la fois des disques d'or, de platine et de diamant. Au total, il remporte 12 disques d'or, 10 disques de platine, 8 doubles disques de platine et 3 disques de diamant, soit l'équivalent d'un million d'exemplaires, et a vendu environ 10 millions de disques tout au long de sa carrière. Pour compléter son palmarès, il remporte les trophées de TV Globo pour le chanteur révélation de l'année et le chanteur romantique de l'année, ainsi que le trophée du chanteur et de l'idole des années 1980 de Manchete radio et TV. Le programme Chacrinha lui décerne le trophée de l'idole de la jeunesse romantique brésilienne. Ce ne sont là que quelques-unes des nombreuses récompenses décernées par la radio et la télévision brésiliennes, sans parler des apparitions dans tous les programmes les plus importants, tels que Globo de Ouro, Fantástico, Flávio Cavalcanti, Discoteca do Chacrinha et Programa Silvio Santos, après avoir été l'un des champions de l'émission Qual é a música, restant invaincu pendant 21 semaines d'affilée, avant de perdre contre l'Argentine Julia Graciela.
En 1983, Gilliard change de carrière et passe de la musique romantique à la musique pour enfants. En 1983, il sort l'album A Festa dos Insetos, du refrain « Torce, retorce, procuro mas não vejo, não sei se era a pulga ou se era o percevejo » (français : « Ça tourne, ça tourne, je regarde mais je ne vois pas, je ne sais pas si c'était la puce ou si c'était la punaise »), Il se vend à un million d'exemplaires.
En 2012, il publie l'album Um Convite à Minha Voz. Depuis 2018, il fait partie du jury de l'émission Canta Comigo de RecordTV,. Gilliard célèbre son 40e anniversaire en 2019, sort un single intitulé Folha ao Vento, écrit par César Augusto et Cláudio Noam, et prépare son premier DVD live.

## Discographie notable
- 1978 : Queria estar perto de você (double album)
- 1979 : Gilliard (RGE)
- 1980 : Pensamento (RGE)
- 1981 : Gilliard (RGE)
- 1982 : Pouco a Pouco (RGE)
- 1983 : Gilliard (réédité entre 1984 et 1988)
- 2012 : Um Convite à Minha Voz (CD)
- 2015 : Folha ao Vento (single)